# 케일리-딕슨 구성
추상대수학에서 케일리-딕슨 구성(Cayley-Dickson構成, 영어: Cayley–Dickson construction)은 어떤 환 위의 대수에 대하여, 차원이 두 배인 대수를 만드는 한 방법이다.:160–164, §Ⅱ.2.5 이 경우, 원래 대수의 일부 성질들이 확장된 대수에서도 성립한다.

## 정의
가환환 {\displaystyle K}가 주어졌다고 하자.
그 위의 *-대수는 다음과 같은 데이터로 주어진다.
- {\displaystyle K}-가군 {\displaystyle A}
- {\displaystyle K}-가군 준동형 {\displaystyle \star \colon A\otimes _{K}A\to A}. (이는 결합 법칙이나 교환 법칙을 따르지 않을 수 있다.)
- {\displaystyle K}-가군 준동형 {\displaystyle (-)^{*}\colon A\to A}. 이는 다음 두 조건을 만족시킨다.
  - {\displaystyle (xy)^{*}=y^{*}x^{*}\qquad \forall x,y\in A}
  - {\displaystyle x^{**}=x\qquad \forall x\in A}

또한, {\displaystyle K}의 가역원 {\displaystyle \mu \in \operatorname {Unit} (K)}이 주어졌다고 하자.
그렇다면, {\displaystyle K}-가군의 직합 {\displaystyle A\oplus A} 위에 다음과 같은 {\displaystyle K}-대수 구조 및 대합을 줄 수 있다.
{\displaystyle (x,y)(x',y')=(xx'-\mu y'^{*}y,y'x+yx'^{*})}
{\displaystyle (x,y)^{*}=(x^{*},-y)}
즉, 새 원소 {\displaystyle i=(0,1)}를 추가하며, {\displaystyle (a,b)=a+bi}로 쓰면, 모든 {\displaystyle a,b,c\in A}에 대하여 다음과 같은 대수 관계를 준다.
{\displaystyle ai=ia^{*}}
{\displaystyle a(bi)=(ba)i}
{\displaystyle (ai)b=(ab^{*})i}
{\displaystyle (ai)(bi)=\mu b^{*}a}
{\displaystyle i^{*}=-i}
그렇다면 이는 *-대수 {\displaystyle \operatorname {CD} (A)}를 이룬다. 또한, 이에 따라 표준적인 단사 *-대수 준동형 {\displaystyle A\to \operatorname {CD} (A)}가 주어진다.
케일리-딕슨 구성에서 추가되는 원소를 {\displaystyle i\mapsto \alpha i}와 같이 재정의할 경우, {\displaystyle \mu \mapsto \mu /\alpha ^{2}}가 된다. 즉, 케일리-딕슨 구성은 제곱 유군의 원소 {\displaystyle [\mu ]\in \operatorname {Unit} (K)/\operatorname {Unit} (K)^{2}}에 의하여 분류된다. 특히, 이차 폐체의 경우, 케일리-딕슨 구성의 각 단계는 유일하다.

## 성질
유사환 {\displaystyle R} 위의 대합 대수 {\displaystyle A} 및 그 케일리-딕슨 대수 {\displaystyle \operatorname {CD} (A)}에 대하여, {\displaystyle A}가 다음 조건을 만족시킨다면, {\displaystyle \operatorname {CD} (A)}는 다음과 같은 성질을 만족시킨다.
| {\displaystyle A}의 성질                               | {\displaystyle \operatorname {CD} (A)}의 성질 |
| ------------------------------------------------------ | --------------------------------------------- |
| 단위원 {\displaystyle 1_{A}\in A}을 갖는다             | 단위원 {\displaystyle 1_{A}+0i}를 갖는다      |
| *-조건이 성립                                          | *-조건이 성립                                 |
| 교환 법칙이 성립하며, {\displaystyle ^{*}}는 항등 함수 | 교환 법칙이 성립                              |
| 교환 법칙·결합 법칙이 성립                             | 결합 법칙이 성립                              |
| 결합 법칙이 성립하며, *-조건이 성립                    | 교대 대수                                     |

여기서 {\displaystyle *}-조건은 다음과 같다.
- 모든 {\displaystyle a,b,c}에 대하여, {\displaystyle 0=[a+a^{*},b]=[aa^{*},b]=(a+a^{*},b,c)=(aa^{*},b,c)=(b,a+a^{*},c)=(b,aa^{*},c)=(b,c,a+a^{*})=(b,c,aa^{*})}

여기서
{\displaystyle [a,b]=ab-ba}
{\displaystyle (a,b,c)=(ab)c-a(bc)}
는 각각 교환자 및 결합자이다.
표수가 2가 아닌 체 {\displaystyle K} 위의 모든 합성 대수는 {\displaystyle K}로부터 0번 ~ 3번 ({\displaystyle \mu }를 사용하는) 케일리-딕슨 구성으로부터 주어진다. 표수가 2인 체의 경우, 모든 [[합성 대수는 {\displaystyle K} 자체 또는 2차원 합성 대수에 마찬가지로 케일리-딕슨 구성을 가하여 얻어진다.

## 예
실수 {\displaystyle \mathbb {R} }를 스스로 위의 대수로 여겨, 케일리-딕슨 구성을 가하면, 다음과 같다.
| 대수                                                           | 이름     | 성질                                                   |
| -------------------------------------------------------------- | -------- | ------------------------------------------------------ |
| {\displaystyle \mathbb {R} }                                   | 실수     | 교환 법칙 · 결합 법칙 · 대합이 항등 함수 · 단위원 존재 |
| {\displaystyle \mathbb {C} =\operatorname {CD} (\mathbb {R} )} | 복소수   | 교환 법칙 · 결합 법칙 · 단위원 존재                    |
| {\displaystyle \mathbb {H} =\operatorname {CD} (\mathbb {C} )} | 사원수   | 결합 법칙 · *-조건 · 단위원 존재                       |
| {\displaystyle \mathbb {O} =\operatorname {CD} (\mathbb {H} )} | 팔원수   | 교대 대수 · *-조건 · 단위원 존재                       |
| {\displaystyle \mathbb {S} =\operatorname {CD} (\mathbb {O} )} | 십육원수 | *-조건 · 단위원 존재                                   |

이 대수들의 경우
{\displaystyle \|a\|^{2}=a^{*}a\in [0,\infty )\subset \mathbb {R} \subset \operatorname {CD} ^{n}(\mathbb {R} )\qquad \forall a\in \operatorname {CD} ^{n}(\mathbb {R} )}
이므로, 곱셈과 호환되는 노름 {\displaystyle \|\cdot \|\colon \operatorname {CD} ^{n}(\mathbb {R} )\to [0,\infty )}을 줄 수 있다.

## 역사
아서 케일리와 레너드 유진 딕슨 이 도입하였다.